# 朱尔斯·拉坦科马·阿佐迪亚
朱尔斯·拉坦科马·阿佐迪亚（荷蘭語：Jules Rattankoemar Ajodhia，1945年1月27日—2024年3月29日）是一名蘇利南政治人物。他是進步改革黨成員。1988年至1990年，他擔任司法和警察部長。他也曾兩度擔任蘇利南副總統。

## 生平
阿佐迪亞於1945年1月27日出生於瓦尼卡區。
阿佐迪亞的第一任副總統任期為1991年9月16日至1996年9月15日。第二個任期從2000年8月12日開始，到2005年8月12日結束。
2024年3月29日，阿佐迪亞在帕拉马里博聖文森特醫院去世，享年79歲。